# Gudarnas krig
Gudarnas krig är en amerikansk äventyrsfilm från 1981 i regi av Desmond Davis.

## Handling
Den grekiske guden Zeus (Laurence Olivier) är missnöjd med kung Akrisios av Argos (Donald Houston) och i ett desperat försök att blidka guden offrar Akrisios sin dotter Danaë (Vida Taylor) och hennes barn Perseus (Harry Hamlin) till havet. Eftersom Zeus är Perseus far blir han om möjligt ännu mer förargad och krossar hela Argos med hjälp av mytologiska vidundret Kraken, men besparar Danaës och Perseus liv. Zeus agerande gentemot Perseus retar gudinnan Thetis (Maggie Smith), eftersom hennes egen son Calibos (Neil McCarthy) har förvandlats till ett missbildat monster för sina synders skull, och hon bestämmer sig för att undervisa Perseus i livets elände.

## Om filmen
Gudarnas krig regisserades av Desmond Davis. Filmen belönades med en Saturn Award för bästa manliga biroll (Burgess Meredith) och nominerades i klasserna bästa fantasyfilm, bästa kvinnliga biroll (Maggie Smith), bästa musik (Laurence Rosenthal), bästa kostym (Emma Porteous) samt bästa specialeffekter (Ray Harryhausen). 

## Rollista (urval)
| Harry Hamlin     | – Perseus           |
| Judi Bowker      | – Andromeda         |
| Burgess Meredith | – Ammon             |
| Maggie Smith     | – Thetis            |
| Ursula Andress   | – Afrodite          |
| Claire Bloom     | – Hera              |
| Siân Phillips    | – Kassiopeia        |
| Flora Robson     | – underjordisk häxa |
| Freda Jackson    | – underjordisk häxa |
| Anna Manahan     | – underjordisk häxa |
| Laurence Olivier | – Zeus              |
| Jack Gwillim     | – Poseidon          |
| Susan Fleetwood  | – Athena            |
| Pat Roach        | – Hefaistos         |
| Tim Pigott-Smith | – Thallo            |
| Neil McCarthy    | – Calibos           |
| Donald Houston   | – Akrisios          |
| Vida Taylor      | – Danaë             |